# Оґожеліни
Оґожеліни (пол. Ogorzeliny) — село в Польщі, у гміні Хойниці Хойницького повіту Поморського воєводства.
Населення — 1164 особи (2011).
У 1975-1998 роках село належало до Бидгощського воєводства.

## Демографія
Демографічна структура станом на 31 березня 2011 року:
|          | Загалом | Допрацездатний вік | Працездатний вік | Постпрацездатний вік |
| -------- | ------- | ------------------ | ---------------- | -------------------- |
| Чоловіки | 589     | 155                | 384              | 50                   |
| Жінки    | 575     | 123                | 356              | 96                   |
| Разом    | 1164    | 278                | 740              | 146                  |